# Bomberman (jeu vidéo, 2004)
Pour les articles homonymes, voir Bomberman (homonymie).
Bomberman est un jeu vidéo d'action et de labyrinthe développé par Hudson Soft et édité par Nokia, sorti en 2004 sur N-Gage.

## Accueil
- Jeuxvideo.com : 11/20[1]